# Fergus Dubdétach
Fergus Dubdétach (o Fearghus Duibhdeadach = Fergus Dente Nero; fl. III secolo) è stato un leggendario re supremo irlandese del III secolo.
Prese il potere succedendo a Lugaid mac Con. Regnò per un anno, fino a quando fu sconfitto in battaglia da Cormac mac Airt.

## Fonti
- Seathrún Céitinn, Foras Feasa ar Éirinn 1.42
- Annali dei Quattro Maestri M226